# Greyhound Lines

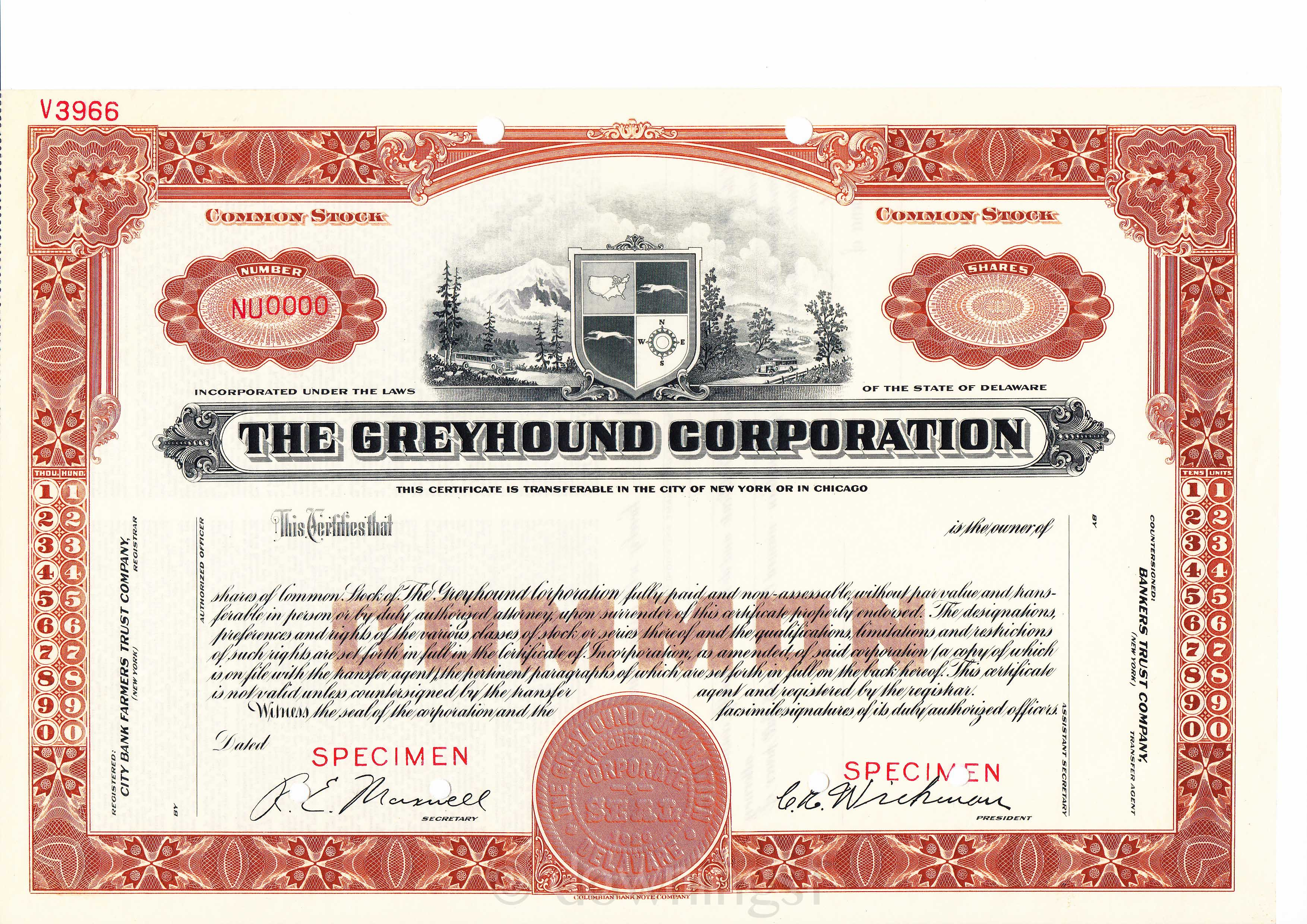
Greyhound Corporation Aktie aus dem Jahr 1936, Muster. Die Windhunde auf dem Wappen springen nach links.

Die Greyhound Lines (kurz:  Greyhound) mit Hauptsitz in Dallas, Texas, USA sind das größte Unternehmen im Fernbuslinienverkehr in den USA.  

## Geschichte
Das Unternehmen wurde 1914 von Carl Wickman gegründet. Mit seinem Bus transportierte er Bergleute von Hibbing nach Alice, Minnesota. Der Name des Unternehmens geht auf die Hunderasse Greyhound zurück, welche als die typische Windhund-Rasse angesehen wird. Das von Greyhound verwendete Logo eines springenden Windhundes ist nach Firmenangaben eines der bekanntesten Logos in den USA.
Von 2007 bis zum Jahr 2021 befand sich die Gesellschaft im Besitz des britischen Transportkonzerns FirstGroup, ehe es von dem deutschen Verkehrsunternehmen Flixmobility gekauft wurde.
Nach eigenen Angaben bedient Greyhound mehr als 1700 Ziele in Nordamerika. Es beschäftigt 5900 Mitarbeiter in den USA, befördert 16 Millionen Fahrgäste pro Jahr und verfügt über etwa 1700 Busse, die durchschnittlich sieben Jahre alt sind. 
Greyhound Lines arbeitet im Verbund mit Greyhound Mexico in Mexiko. Bis 2021 bestand ein Verbund mit Greyhound Canada.

## Busmodelle

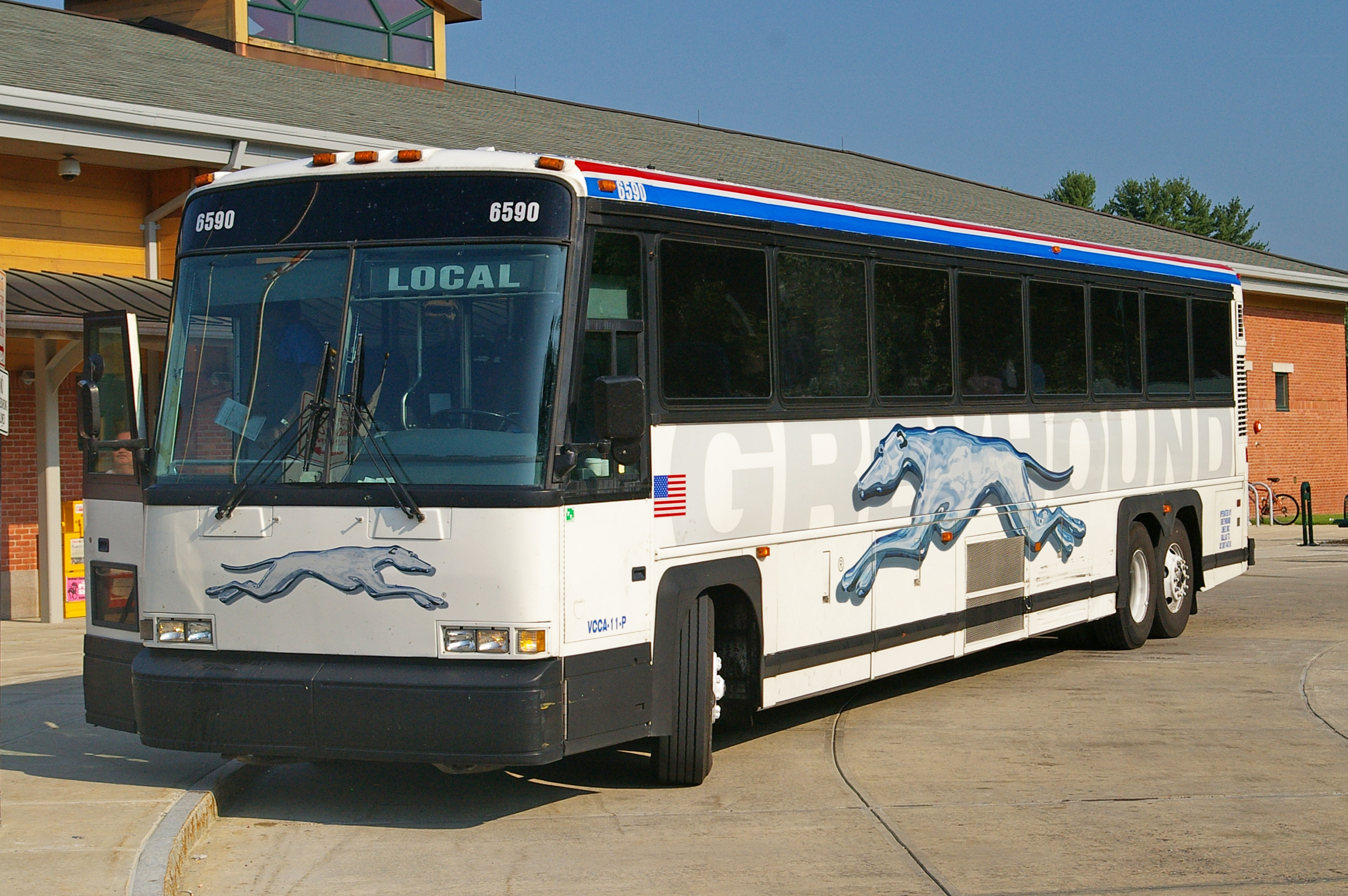
Greyhound MCI 102DL3
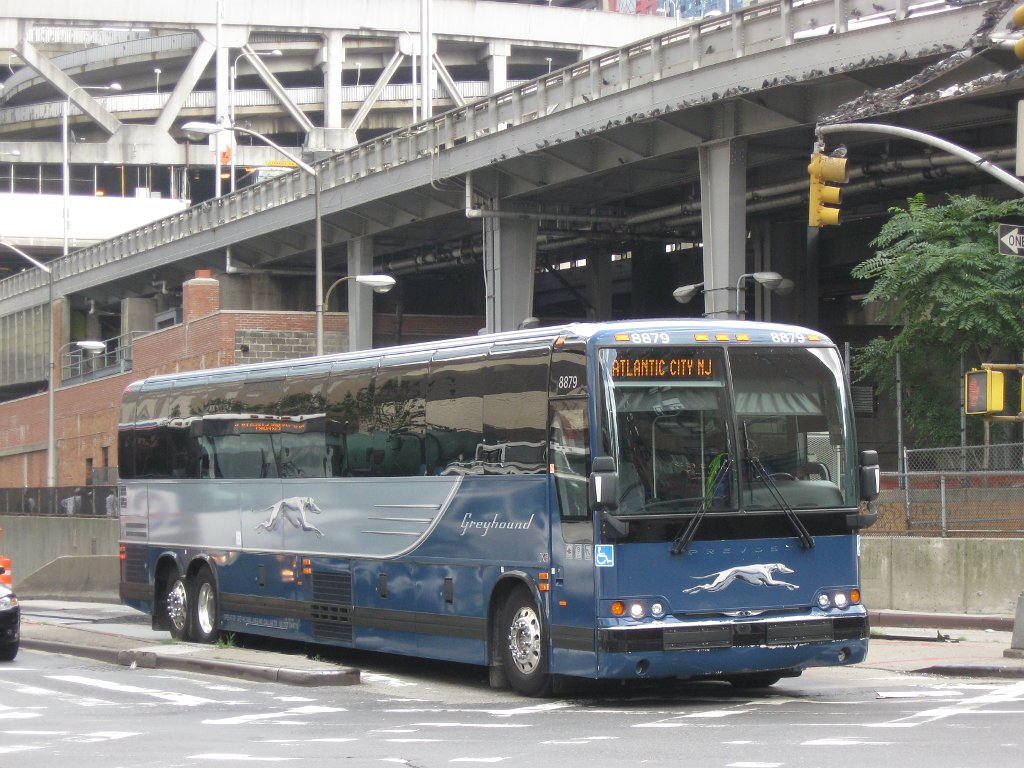
Greyhound Prevost X3-45
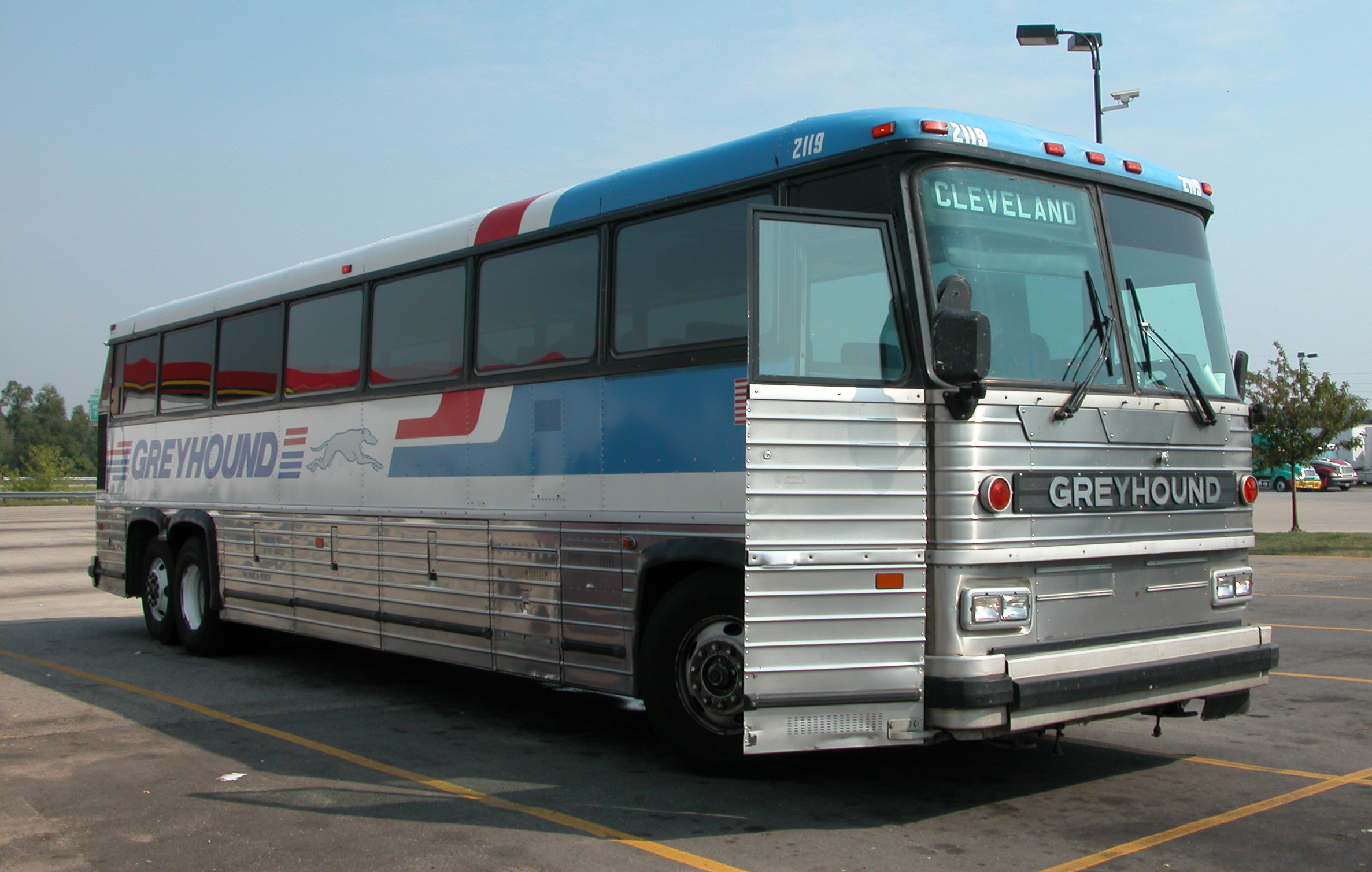
Greyhound MCI MC-12
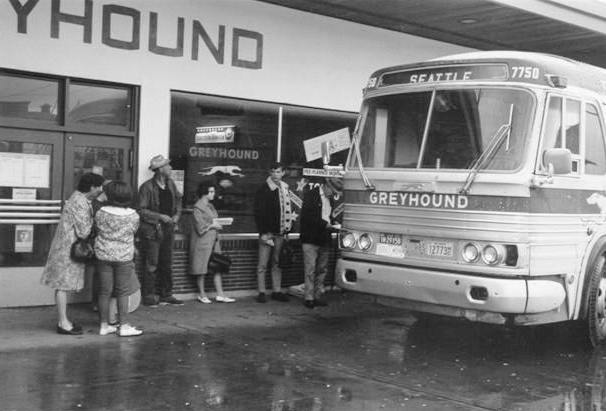
Älteres Modell vor einer Busstation 1965
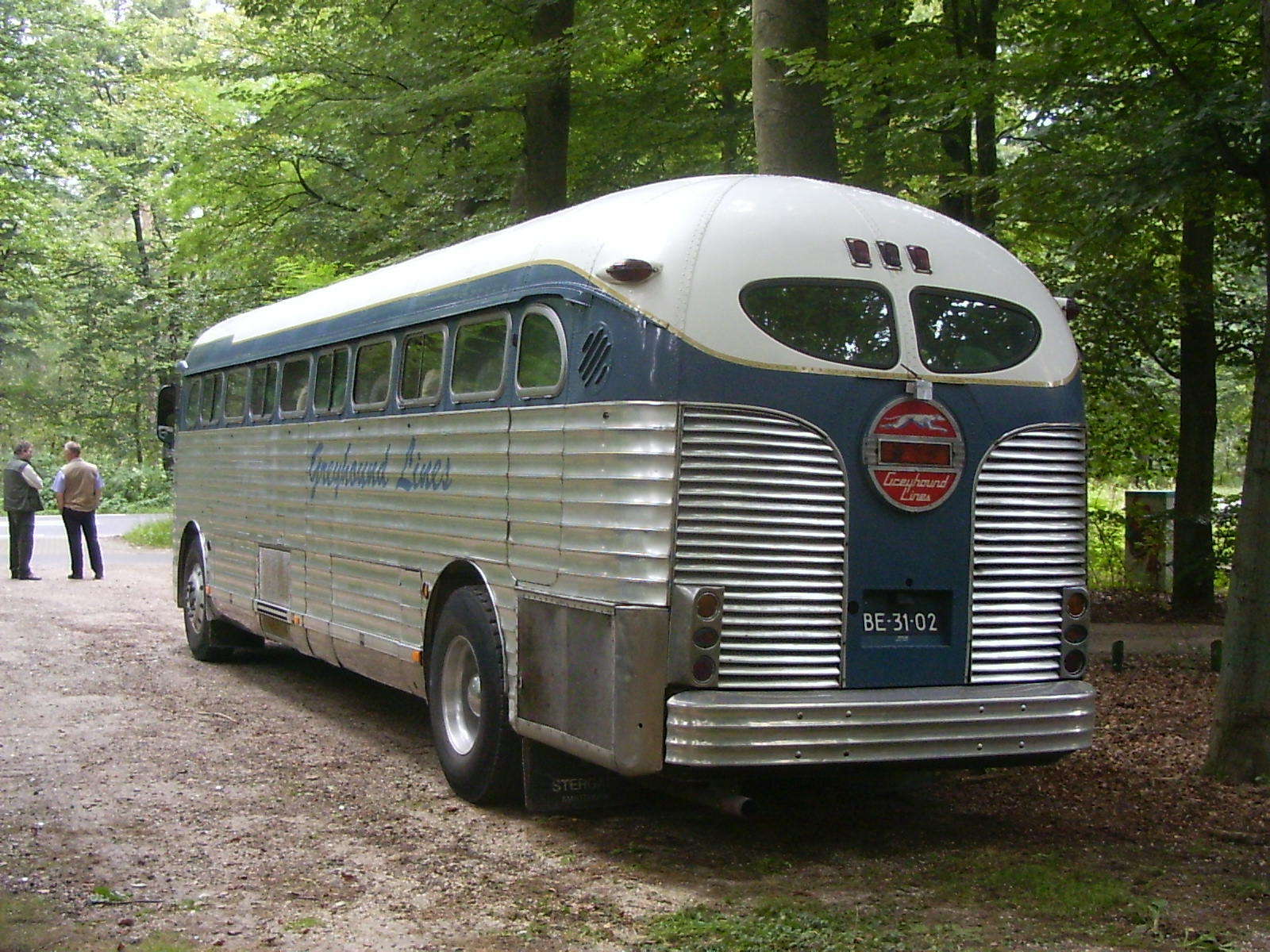
Greyhound GMC PD4151 Silverside (1948)
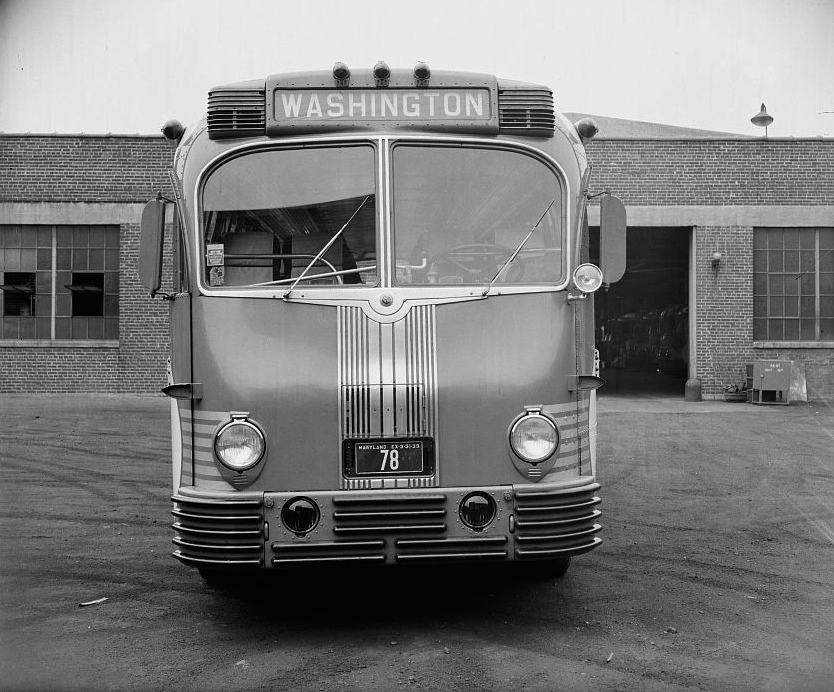
Greyhound Supercoach (1930er)